# Triumph 3TA Legeruitvoering
De Triumph 3TA is een Britse motorfiets die werd geproduceerd tussen 1957–1966 door Triumph Engineering Co Ltd in Coventry.

## Geschiedenis
In 1957 kwam de Triumph Twenty-One uit met het “Unit construction”-motorblok (motorblok waarbij de versnellingsbak aan de motor vastzit), ontworpen door Edward Turner en Jack Wickes. Twenty One staat voor de Amerikaanse inhoudsmaat 21 cubic inches (348cc), maar ook voor de 21ste verjaardag van Triumph Engineering Co Ltd. Deze 3TA is voorzien van een plaatomhulling aan de achterzijde die al snel een “bathtub” (badkuip) werd genoemd. Het model verkocht slecht, veel dealers haalden de beplating eraf, aangezien een “naked bike” meer in trek was.
In de helft van 1966 is de productie van de 3TA ‘Twenty-One’ gestaakt. In 1964 of 1965 is er een aantal proefmodellen gemaakt voor het Engelse leger en men noemde dit model de T35WD. T35WD staat voor Triumph 350 CC War Department oftewel een rijwiel voor het leger. Het Engelse leger heeft uiteindelijk voor de BSA B40 gekozen, waarom is niet bekend.

### Nederlandse legeruitvoering

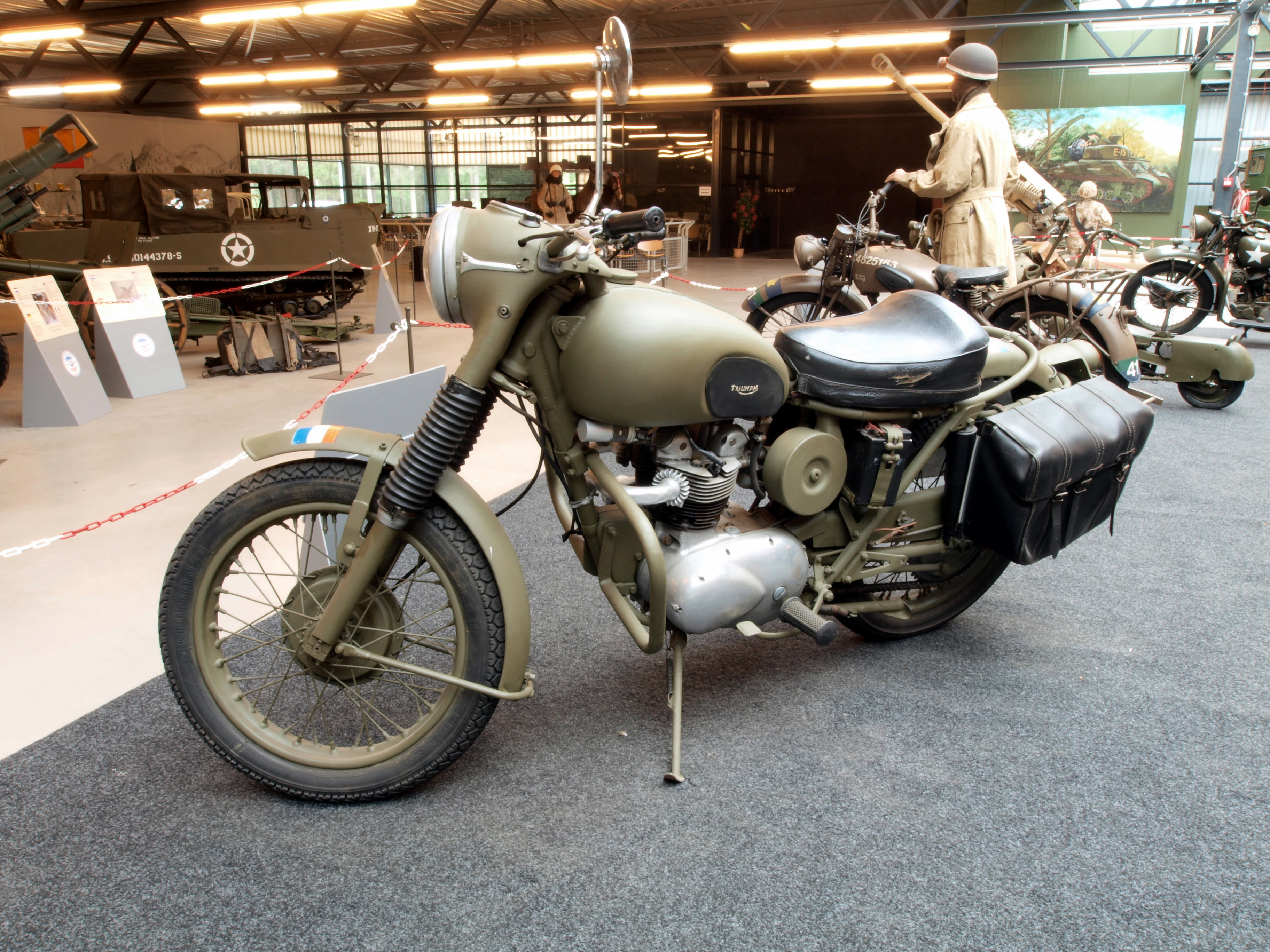

In 1966 heeft het Nederlandse leger zo’n 1100 stuks gekocht, dat was een miljoenenorder. De speciale uitvoering voor het Nederlandse leger was het allerlaatste model uit de serie. Voor het Nederlandse leger werd de Triumph aangepast met een Solexcarburateur, een speciale luchtinlaat, een halve buddy, een 2-in-1-uitlaatsysteem en legerzijtassen. Verdere aanpassingen waren het verhoogde achterframe, de valbeugel en de langere vorkpoten, ook werd de versnellingsbak voorzien van andere verhoudingen van de tandwielen, WR (Wide Range) om in het terrein te kunnen rijden. De nacelle bleef overigens tot het eind in 1966 behouden.
Vanaf eind 1966 werd de Triumph 3TA langzamerhand ingevoerd in de Koninklijke Landmacht als opvolger van de sterk verouderde Matchless G3L. De Triumph was eigenlijk ook al niet meer de modernste in die tijd en bleek ook nog eens onderhoudsgevoelig te zijn. Door het vele onderhoud dat uitgevoerd is, heeft de motorfiets nog tot ongeveer 1985 dienstgedaan. Vanaf 1979 mocht de Moto Guzzi V50 III NATO de ordonnans- en marechaussee-taken geleidelijk overnemen van de tot op de draad versleten Triumph 3TA’s. In 1988 kwamen ze te koop voor het grote publiek. Rijen 3TA’s stonden te kijk bij de Dienst Domeinen in Soesterberg en werden per kavel verkocht aan de hoogste bieder.
Alles wat niet rijdbaar was, ging naar de schroot, dat wil zeggen de hoogovens te IJmuiden.
Op dit moment (2011) is het bestaan van nog ruim tweehonderd stuks Triumph 3TA’s bekend, het overgrote deel nog in legeruitvoering en een aantal omgebouwd tot burgeruitvoering. De meeste zijn gerestaureerd en worden goed onderhouden. Er is veel vraag naar deze modellen en onderdelen, veel mensen willen een eenvoudige klassieker, die gemakkelijk te onderhouden is en geen problemen geeft.
De onderdelenvoorziening, zowel via de handel als beurzen, is goed te noemen.